# Гак талевої системи

Трирогий гак талевої системи: 1 — основний ріг; 2 — підпружинена засувка; 3 — стопорний пристрій;
4 — стопор; 5 — гайка; 6 — пружина; 7 — упорний шариковий підшипник; 8 — вісь; 9 — литий корпус; 10 — пустотілий стакан; 11 — стовбур; 12 гак; 13 — бічні роги; 14 — стопорна планка

Гак талевої системи — елемент талевої системи.
Гаки та інші спеціальні підвіски, що приєднуються до талевого блоку, призначені для:
– підвішування вертлюга і бурильної колони при бурінні свердловин;
– підвішування з допомогою стропів і елеватора колони бурильних і обсадних труб при спуско-підіймальних операціях;
– підвішування і переміщення на майданчику бурової важкого обладнання при монтажно-демонтажних роботах.
Гаки використовуються при ручній розстановці свічок. При роботі з комплексом АСП гаки замінюються спеціальними підвісками. У сучасних бурових установках застосовуються трирогі гаки різної вантажопідйомності.
Гак талевої системи (рис.) складається з литого корпусу 9 і самого гака 12. У трирогих гаках основний ріг 1 використовується для підвішування вертлюга, а два бічні роги 13 — для стропів елеватора. Корпус з'єднується з гаком за допомогою стовбура 11, що установлений в пустотілому стакані 10 на пружинах 6, затягнутих гайкою 5. Стакан спирається на упорний шариковий підшипник 7 і може повертатись відносно корпуса. Гайка стовбура має поздовжні пази під направляючі планки, приварені до верхнього торця стакана. Завдяки цьому разом зі стаканом повертається стовбур з гаком, що дозволяє оберегти талевий канат від закручування при повертанні гака.
У процесі буріння гак відносно корпусу фіксується стопором 4, що вмонтований у півхомути стопорного пристрою 3, нерухомо закріпленого в зовнішній кільцевій проточці нижньої частини стакана. Від самовідкручування стовбур оберігається стопорною планкою 14, яка установлена у радіальних пазах стовбура. Пружина 6 складається з двох секцій і працює на стиснення. Хід пружини і її вантажопідйомність при вибраному ході забезпечує необхідний при відгвинчуванні припідйом свічки на висоту замкової різьби. При навантаженнях, що перевищують вагу однієї свічки, пружина стискується до упору торців гайки і стакана.
Гаки виготовляються литими з високоміцних сталевих відливок або пластинчастими з легованої термічно обробленої листової сталі. Пластини гака з'єднуються заклепками з потайними головками. В зіві гака 1 встановлюється фасонна вкладка з литої сталі, що забезпечує збереження пластин і плавність прилягання контактуючих поверхонь стропа вертлюга і зіву гака.
Бічні роги 13 встановлюються на осі, яка запресована в розточку пластин. Зів основного рогу закривається автоматично при заведенні стропа вертлюга в результаті повороту підпружиненої засувки 2. Бічні роги закриваються відкидними скобами. Вантажопід'ємність бічних рогів гака у більшості випадків вища за вантажопід'ємність основного рога.
У гакоблоках гак з'єднується зі щоками талевого блоку за допомогою осей 8, які установлені в кишенях його корпуса і закріплені стопорними планками. Талеві блоки із сергою з'єднуються з гаком за допомогою стропа, що встановлений на осях у кишенях корпуса гака.
При роботі з двохсекційними талевими блоками бурильна колона при спуско-підіймальних операціях підвішується до автоматичного елеватора, який в комплексі АСП замінює гак. При бурінні свердловини вертлюг приєднується до автоматичного елеватора за допомогою додаткової підвіски.